# Покровский Урустамак
Покро́вский Урустама́к (удм. Урсыгурт) — село в Бавлинском районе Республики Татарстан.

## География
Расположен на реке Ваешур (Ямашка), одном из левых притоков реки Ик.

## История
Известен во времена восстания Емельяна Пугачёва. Ближе к 1930-м годам начала функционировать школа, в 1934 году став семилетней. В 1950-х годах сформирован колхоз «имени XXI съезда КПСС». В 1961 году в село проведено электричество.

## Население
| 1989 | 1997 | 2010 |
| ---- | ---- | ---- |
| 714  | ↗748 | ↗759 |

Преобладающая национальность — удмурты.

## Известные уроженцы и жители
- Алатырев, Василий Иванович (1908—1984) — советский и российский учёный, специалист по удмуртскому языку и финно-угорским языкам, кандидат филологических наук (1937), доцент (1938).
- Тараканов, Иван Васильевич (1928—2015) — советский и российский учёный в области удмуртской филологии и литературы, доктор филологических наук, профессор, заслуженный деятель науки Российской Федерации (1997).